# Campeonato regional de Santiago Sur
El Campeonato regional de fútbol de Santiago Sur es una liga de fútbol de la Isla de Santiago de Cabo Verde, organizada por la Asociación regional de fútbol de Santiago Sur (ARFSS). El campeón de la competición tiene derecho a participar en el Campeonato caboverdiano de fútbol.
Actualmente se juega en sistema de liga compuesto por 12 equipos en primera división y 10 en segunda. Se compite a un total de 22 jornadas en formato ida y vuelta, jugándose todos los encuentros en el Estadio de Várzea. Los dos últimos clasificado de primera división descienden automáticamente segunda división. El campeón de la segunda división asciende.
El primer campeonato se realizó en la temporada 2001-02, anteriormente en la isla de Santiago se realizaba un solo campeonato, a partir de ese año de dividió en dos campeonatos, siendo este para los equipos de los municipios de Praia, Ribeira Grande de Santiago y São Domingos.

## Palmarés

### Por año[1]
- 2001-02 : Sporting Clube da Praia
- 2002-03 : CD Travadores
- 2003-04 : Académica da Praia
- 2004-05 : Sporting Clube da Praia
- 2005-06 : Sporting Clube da Praia
- 2006-07 : Académica da Praia
- 2007-08 : Sporting Clube da Praia
- 2008-09 : Académica da Praia
- 2009-10 : Sporting Clube da Praia
- 2010-11 : Boavista
- 2011-12 : Sporting Clube da Praia
- 2012-13 : Sporting Clube da Praia
- 2013-14 : Sporting Clube da Praia
- 2014-15 : Boavista
- 2015-16 : Desportivo da Praia
- 2016-17 : Sporting Clube da Praia
- 2017-18 : Académica da Praia

### Por club
| Club                    | Títulos | Años de los títulos                                                              |
| ----------------------- | ------- | -------------------------------------------------------------------------------- |
| Sporting Clube da Praia | 9       | 2001-02, 2004-05, 2005-06, 2007-08, 2009-10, 2011-12, 2012-13, 2013-14 y 2016-17 |
| Académica da Praia      | 4       | 2003-04, 2006-07, 2008-09 y 2017-18                                              |
| Boavista                | 2       | 2010-11 y 2014-15                                                                |
| CD Travadores           | 1       | 2002-03                                                                          |
| Desportivo da Praia     | 1       | 2015-16                                                                          |